# Стони (язык)

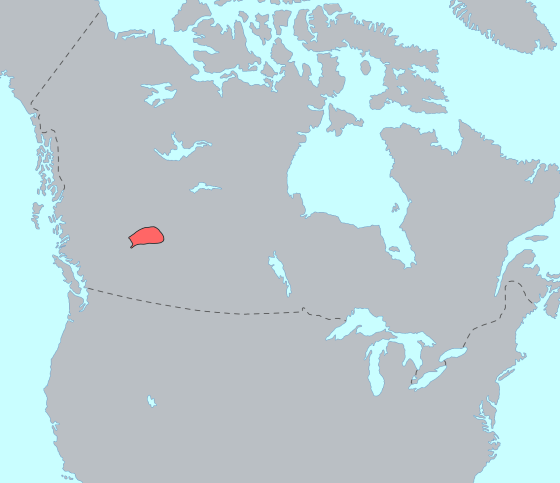
Распространение языка стони в Канаде

Стони (Alberta Assiniboine, Nakoda, Stoney, Stony) — сиуанский язык, на котором говорит народ стони, который проживает в резервациях Алексис, Бигорн № 8, Морли, Пол, Эден-Валли 216, в центральной и южной части канадской провинции Альберта, западнее и северо-западнее города Эдмонтон. Имеет северный и южный диалекты.